# Sorriso arcaico

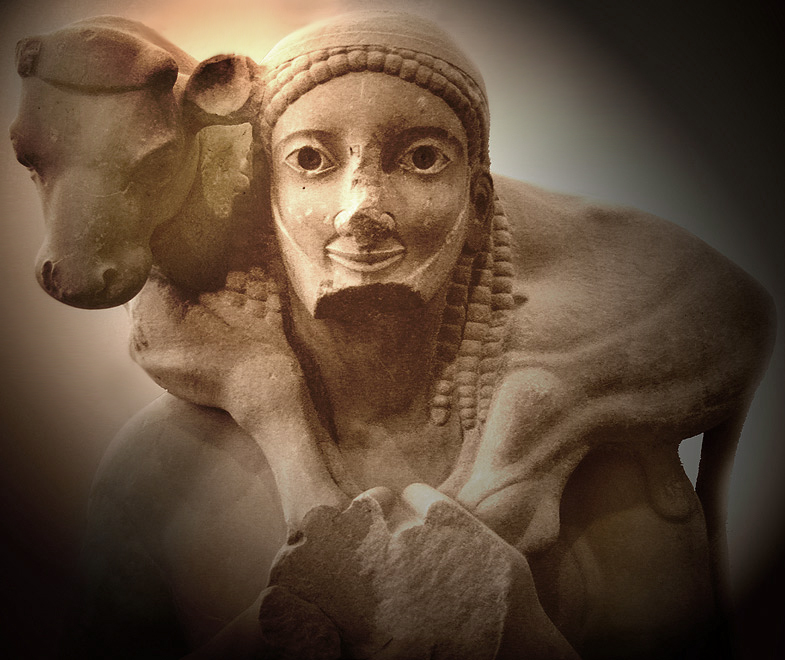
Il cosiddetto "sorriso arcaico" nella statua del Moscophoros ("portatore di vitello") presso il Museo dell'Acropoli di Atene

Il cosiddetto "sorriso arcaico" è una caratteristica della scultura greca antica di epoca arcaica, che consiste nella caratterizzazione dei volti con le labbra incurvate in su, in forma di sorriso.
Le statue che presentavano il "sorriso arcaico" non vanno intese come raffiguranti sentimenti, in quanto l'età arcaica non prevedeva una rappresentazione sentimentale del personaggio raffigurato, cosa che invece si manifesterà successivamente nel tardo classicismo.

## Interpretazioni
Già osservabile in alcune tarde sculture egizie, in passato era stato interpretato come un vero sorriso, espressione della serenità degli dei o di magica vitalità interna ma anche come il segno della consapevolezza della perfezione di questi uomini (spesso giovani atleti).
L'interpretazione attuale, già avanzata in passato, lo riconosce invece come una convenzione, conseguenza della rappresentazione delle tre dimensioni su piani separati nella scultura greca arcaica. La curvatura della bocca in profondità nel volto reale, è stata resa sul piano frontale a due dimensioni incurvandola verso l'alto. La sua scomparsa con lo stile severo si deve all'introduzione di una rappresentazione delle tre dimensioni mediante un organico trapasso di piani, che consente la raffigurazione della bocca nella sua reale profondità.